# Clastobasis loici
Clastobasis loici är en tvåvingeart som beskrevs av Chandler 2001. Clastobasis loici ingår i släktet Clastobasis och familjen svampmyggor.
Artens utbredningsområde är Schweiz. Inga underarter finns listade i Catalogue of Life.